# 無麻酔歯石除去
無麻酔歯石除去とは、近年民間資格で多く登場し、一部の獣医師も施術しているものの、科学的根拠に基づかない治療であり、有害事象が多発している。
「歯石除去」が獣医療行為とみなされる可能性があるため、「歯石ケア」や「歯垢ケア」、「動物の歯みがき」と名前を変えることもある。

## 獣医歯科学上、歯科治療として効果のある歯石除去
獣医歯科学上、歯科治療として効果のある歯石除去はプロービング等による評価から始まり、スケーリング、ルートプレーニング、キュレッタージ、ポリッシング等が必要である。獣医療行為に該当するため、獣医師免許を持つもの以外が行うことは禁止されている。
- プロービング 肉眼では分りにくい歯周組織の状態を知るための口腔内検査であり、歯周ポケットの深さ、出血の有無、歯肉の状態、アタッチメントレベルや根分岐部病変の程度を観察する行為。歯周炎を呈している歯においては強い痛みが伴う。[3]

- スケーリング 歯面に付着した歯石を除去する処置。歯石は付着部位によって歯冠部歯石と歯肉縁下歯石に分けられ、歯肉縁下歯石の除去が歯科治療としてより重要となる[4]。歯肉縁下歯石の除去には強い痛みが伴い、歯周炎の程度によっては歯冠部歯石の除去ですら痛みが伴うこともある。

- ルートプレーニング

歯周ポケット内における汚染された歯根部のセメント質を掻爬し、取り除く処置。強い痛みが伴う。汚染された部分がない場合は必須の処置ではないものの、動物病院に来院して歯科処置を行う症例は大半が重度の歯周炎を呈しているため、行わなければならない場合が多い。汚染された部分がある場合、取り除かなければ歯科治療が困難となる。セメント質への過度な刺激により、知覚過敏を引き起こす場合がある。
- キュレッタージ 歯周ポケット内における汚染された内壁の上皮と炎症性結合組織の部分を掻爬し、取り除く処置。強い痛みが伴う。ルートプレーニングと同様に、汚染されていなければ必須の処置ではない。しかし、汚染されている場合は取り除かなければ治療は困難となる。ルートプレーニング、キュレッタージを合わせて歯周ポケット掻爬ともいう。

- ポリッシング 研磨剤で歯面を滑らかに研磨し、歯垢を付着しにくくする処置[5]。歯周炎の状態によっては強い痛みを伴う。状態が良くても弱い痛みが伴う。人医療とは異なり、獣医療においてはスケーリング後の歯面は粗造であり歯垢が付着しやすい表面となっているため、ポリッシングを行うことが推奨されている[6]。 歯科治療に用いられる器具であるスケーラー、キュレットは刃物であり、容易に動物の口腔を傷つけることが可能である[7]。超音波スケーラーも先端で穴をあけることができるため、取り扱いを間違えると動物に危害を及ぼす可能性のある器具である。上述の通り、プロービング、スケーリング、ルートプレーニング、キュレッタージには強い痛みが、ポリッシングには弱～強い痛みが伴うため、動物の歯科治療を無麻酔で行うことは現状不可能であり、全身麻酔が必須である。

歯科治療に用いられる器具であるスケーラー、キュレットは刃物であり、容易に動物の口腔を傷つけることが可能である。超音波スケーラーも先端で穴をあけることができるため、取り扱いを間違えると動物に危害を及ぼす可能性のある器具である。上述の通り、プロービング、スケーリング、ルートプレーニング、キュレッタージには強い痛みが、ポリッシングには弱～強い痛みが伴うため、動物の歯科治療を無麻酔で行うことは現状不可能であり、全身麻酔が必須である。

## 無麻酔歯石除去で何が行われているか
麻酔をかけず、歯冠部の歯石のみを除去している。治療としての意味はない。麻酔をかけないことから動物の不動化は困難であり、無理やり押さえつけている事例がある。また、仰臥位にて行われることが多く、長時間の施術となる場合、動物の心肺機能に負担をかける。短時間の場合は効果は期待できない。
痛みを伴う処置が困難であるため、比較的痛みの少ない歯冠部の歯石除去のみは可能。歯冠部以外に処置をする場合、取り除ける痛みや恐怖心をあえて取り除いていないことになるため、動物福祉の5つの自由のうち、不快からの自由、痛み・傷害・病気からの自由、恐怖や抑圧からの自由を奪うことになることから、動物虐待に当たる可能性もある。

## 無麻酔歯石除去施術者の主張とその誤り
- 麻酔は体に負担がかかる 麻酔薬そのものに対するアレルギーがある場合は別ではあるものの、麻酔薬が体に負担、リスクとなる条件は限定的である[8][9]。麻酔リスクが増加する条件を一切無視した発言ともいえる。そもそも重症例の集まる大学病院での致死率はイヌとネコで0.4％程度と報告があり[10]、軽症例ではさらに低くなる[11]。

- 全身麻酔はリスクがある 上記同様、麻酔リスクが増加する条件を一切無視した発言である。

- 歳を取っていると麻酔リスクがある 年齢よりも動物の健康状態（基礎疾患やその重症度）が麻酔リスクに大きく影響する[11][12]。年齢ではなく疾患の有無が重要であるため、年齢だけで麻酔リスクを言及することはできない。

- 心臓が悪いと麻酔リスクがある 正しい麻酔下において、心疾患犬の麻酔リスクは健常犬と同程度という報告がある[13]。むしろ、「心臓が悪いから無麻酔で歯科処置しましょう」のほうが害悪である。

- 歯冠部の歯石のみついている動物であれば無麻酔で可能 痛みによって動物が暴れる可能性が否定できないため、可能と断言できない。また、歯冠部にのみ歯石がついているか否かはプロービングを行わない限り評価は不可能であり、見た目での判断はできない。また、評価をすることは診断となり、獣医師以外のものが行えば獣医師法に抵触する。

- 歯科治療ではなく美容目的 治療ではなく美容目的のために動物を痛みとストレスにさらすのは虐待に当たる可能性がある。

- 治療ではなく予防である ポリッシングを行わない、十分に歯石・歯垢を除去しきれない、歯肉縁下の歯石・歯垢を除去しないことがほとんどであるため、まったく予防にならない。むしろ悪化を引き起こす可能性がある[14]。

- 歯冠部の歯石のみがついている動物であれば予防になる ポリッシングを行わない、十分に歯石・歯垢を除去しきれないことがほとんどであるため、予防にならない。むしろ悪化を引き起こす可能性がある[14]。また、歯冠部歯石のみがついている＝歯周炎が存在しない判断は、プロービングによる歯周ポケットの深さの測定または歯科レントゲンのみで診断が可能であるため、視診による診断は不可能である。なお、診断を行うことは獣医療行為であるため、獣医師でないものが「歯冠部のみに歯石が付着している」と判断することは診断に該当する可能性があり、獣医師法に抵触する[15]。

- 無麻酔歯石除去は国に認可されている。 誤りであり事実の曲解である。

- 無麻酔歯石除去は自治体から許可を受けている。 動物取扱業（通常は保管業）として登録しているだけである。許可ではない。

## 無麻酔歯石除去による弊害
- 適切な鎮痛を行わないことによる痛み
- 歯科処置まがいの行為による歯周病の無改善ならびに増悪
- 暴れる動物を抑えることによる窒息・窒息死、骨折
- 無理に歯石を除去することによる顎骨脱臼・骨折
- 力任せに抜歯を試みたことによる歯冠破折
- 心疾患を持つ生態を仰臥位にすることによる急性心不全および急性心不全による死
- 無理に口を開ける行為による誤嚥ならびに誤嚥性肺炎
- ポリッシングを行わないことによる、行為後の歯石付着速度の増加
- 強い痛みとストレスを与えたことによるトラウマからくる性格の変化

など枚挙に暇がない。また、ウサギに無麻酔で歯科処置を行ったことで訴訟に発展した事例もある。
さらに歯科医師が自身の飼育する犬に対し、無麻酔歯石除去を試みたところ、苦痛からくる抵抗により処置を断念した体験談もある。

## 無麻酔歯石除去のメリット
動物へのメリットはない。
正しく歯科治療に対して誘導を行える者が動物の状態を説明した場合、動物の歯周の状態を気にしていなかった飼い主に対し、歯科治療への意識を高める可能性はある。しかし、正しく歯科治療を理解している者は無麻酔歯石除去を行わないため、事実上人間に対するメリットもない。

## 無麻酔歯石除去に対する獣医療業界からの見解
日本小動物歯科研究会では無麻酔歯石除去の危険性について見解を掲載している。また、アメリカ獣医歯科学会のホームページでもトレーニングを受けていない人たちによる無麻酔でのスケーリング(Non-Professional Dental Scalingon an unanesthetized pet)がいかに危険で不適切な行為であるかが説明されている。日本小動物歯科研究会による日本語訳を引用する。

1. 歯石は歯周炎の直接的な原因ではないので、歯石をとったからといって歯周炎を予防したことにも、治療したことにもなりません。歯周炎の原因は、歯垢(プラーク、バイオフィルムの一種)です。歯石中細菌の活性はほとんどなく、歯石の表面がデコボコしているために、歯垢がつきやすい環境を作る、すなわち二次的に歯周炎を引き起こしやすいと言えます。歯石をとっても、訓練を受けていないヒトが歯石を除去し、歯面のポリッシングや歯磨き指導をしない、鉗子などで歯面の歯石だけをとるといった行為により歯垢のつきやすい歯面を作ってしまいます。
2. ハンドスケーラーや鉗子で歯石を取るのは、危険な行為です。これらの器具は、先端に刃物が付いていて、歯面ではよく滑ります。イヌやネコは動く、スケーラーは滑るので、歯肉や舌、口腔粘膜を容易に傷つけます。器具の使い方の訓練を受けていないヒトは、器具のコントロールができませんので、よりリスクが高くなります。鉗子で歯石を割って除去するときに、歯を一緒に折って露髄させてしまった例もあります。とれた歯石がのどに詰まったらこれも大変です。歯がぐらぐらしている状態で歯石をとろうとすれば、歯根を残したまま歯が折れる、あるいは顎の骨を折る危険もあります。
3. 歯周炎が発症していれば、歯肉の下（縁下と呼びます）にポケットを作っていたり、歯肉が後退して一部歯根が見えていたりします。ポケット内の歯垢や歯石を取ろうとして、炎症を起こしている歯肉にスケーラーがあたっただけで出血が起き、痛みを伴います。歯肉より上に使うスケーラーでは、歯肉が傷だらけになり状態はさらに悪化します。歯肉が後退して一歯根が見えているところをスケーラーでいじっても痛みが生じます。痛みを感じた犬や猫は、術者を傷つけることさえあるはずです。このような危険な行為は動物に痛みばかりでなく恐怖感を与えることになります。ポケットができているところは、歯周炎の進行の最前線です。ここを清浄化して治療できなければ、歯周炎を放置したことと同じで、動物に恐怖や痛みを与えるばかりで、治療になりません。歯周炎を悪化させる原因を作ることにもなりかねません。
4. 上顎第1～2後臼歯歯、上顎の奥のほうにあって、口をあけてじっとしていないとここの歯石を除去することはできません。乱暴にすれば、唾液線（耳下腺と頬骨腺）の導管の開口部を傷つけ、周囲の粘膜を傷つけるので、危険です。大きな血管を切ってしまいかねません。また、上顎歯の内側は、特に犬では、深いポケットを作りやすく、鼻腔への瘻孔が容易に形成される個所でもあります。この領域への無麻酔でのアプローチも危険です。さらに、下顎歯は、特に内側が歯垢がつきやすく、ここへのアプローチは舌があって、舌下部には大きな血管や唾液線の導管も走っているので、無麻酔では、この領域へのアプローチは不可能でしょう。
5. 無麻酔で、上記のような行為を病院で行うと、家でのケアをしにくくなることが多くなるようです。病院ではじっとしていても、家庭では言うことを聞いてくれないし、口も触れないという声をよく聞きます。歯周炎の原因は歯垢中の細菌です。歯垢は数時間で歯の表面を覆います。定期的に歯垢を除去することが歯周炎の予防であり、それが一番の治療となります。家庭でもはみがきができるように指導すべきで、病院での痛みを伴う口腔内への行為はできる限り避けるべきでしょう。

このように、無麻酔歯石除去は施術者及び動物に危害が及ぶ危険な行為であるだけでなく、歯科処置としての意味もないどころかむしろ悪化を引き起こす行為であるというのが獣医療における共通見解である。現状、この共通見解に異を唱え、無麻酔歯石除去を行っている獣医師は標準治療を行っていない獣医師であると判断ができる。また、SNS等では獣医療関係者から、無麻酔歯石除去の危険性を訴える発信がなされている。

## 無麻酔歯石除去における法的見解
人医療では、歯石を除去した時点で医療行為とみなされ、歯科衛生士または歯科医師以外には行うことはできない。一方で、獣医療においては明確な指針はまだ存在せず、農水省へのメールや電話での問い合わせによる回答では、「疾病の治療または、犬および猫に危害を及ぼす恐れがある場合には獣医療行為とみなす」とあり、その判断は各自治体に委ねられている。中には診療行為の例として歯石除去ならびに歯垢除去を獣医療行為とみなしている自治体もある。
歯石除去に用いるスケーラーは刃物であり、刃物を口の中に入れることは犬および猫に危害を及ぼす恐れがあるため基本的には無麻酔歯石除去は獣医療行為とみなされる可能性が高い。超音波スケーラーを用いた場合でも同様である。しかし、美容目的という名目でグレーではあるものの獣医師以外が処置を行うことができてしまっているのが現状である。
また、歯科衛生士が動物の無麻酔歯石除去を行っている場合がある。しかし、動物の歯石除去は先述の通り獣医療行為であるため獣医師のみに許された行為である。したがって、動物に対する歯石除去は歯科衛生士が行ってはいけない行為である。

【獣医師法第4章第17条】獣医師でなければ、飼育動物（牛、馬、めん羊、山羊、豚、犬、猫、鶏、うずらその他獣医師が診察を行う必要があるものとして政令で定めるものに限る。）の診療を業務としてはならない。
【一般社団法人日本歯科医学振興機構】結論としては、歯科衛生士は犬猫のスケーリングを行うことはできない。「違法」である。これは自らが飼育しているペットであっても、だ。
農林水産省ホームページには「飼育動物の診療の業務は、獣医師でなければできません。スケーラーを用いる歯石除去は、獣医師の獣医学的判断及び技術をもって行う診療行為です。」と明記されている。

## 無麻酔歯石除去施術者に認められる特徴
- スケーラーの持ち方を誤っていることがある。
- 動物の生態への理解が薄い、またはないことがある。
- 歯科処置を行う際に手袋、マスク等のPPEを装着しない。その様子をHPや動画に悪びれる様子もなく載せることがある。総じて衛生観念が低い傾向にある。
- 無麻酔歯石除去だけでなく、獣医学的根拠のないその他行為を推奨していることがある。総じて医療リテラシーが低い傾向にある。
- 獣医師が行っていると勘違いされるような紛らわしい名称を用いていることがある。例：動物の歯医者さん
- 歯科衛生士の資格を所持している場合がある。その場合、「人医療ではここまで進んでいる。一方で動物医療は遅れている。そのこと知っている歯科衛生士だから無麻酔歯石除去を行う」という主張をしていることがある。

## 関連する学会等
日本小動物歯科研究会
American Veterinary Dental College